# تپه درمره
تپه درمره مربوط به دوره نوسنگی است و در شهرستان چرداول، بخش هلیلان، دهستان هلیلان، ۲ کیلومتری جنوب روستای چشمه ماهی واقع شده و این اثر در تاریخ ۲۶ اسفند ۱۳۸۷ با شمارهٔ ثبت ۲۶۰۳۰ به‌عنوان یکی از آثار ملی ایران به ثبت رسیده است.